# أحمد بن سرحان
الشيخ أحمد بن محمد بن أحمد بن سرحان العكري البحراني (ت. 1368 هـ). هو رجل دين وخطيب شيعي من البحارنة المهاجرين إلى بندر لنگة على الساحل الإيراني، وموطنه الأصلي هو قرية العكر الواقعة في جزيرة سترة البحرانيَّة حيث ولد في مهزة لأن أمه ولدت به في منزل أبيها ونشأ في العكر مع والده وتتلمذ عند خاله علي بن عبد الله الستري، وقد هاجر مع خاله إلى عُمان وأقاما بمسقط عدة سنين قبل أن يهاجروا منها إلى بندر لنگة حيث أشار البلادي في أنوار البدرين إلى خروج الستري من مسقط بسبب حادثةٍ وقعت له هناك، وكان ابن سرحان مرافقاً لخاله في هجرته الأولى والثانية، وفي بندر لنگة صار مرشداً دينياً للشيعة وإماماً للجماعة بمسجد ابن عبَّاس.
وكانت بين ابن سرحان ومحمد علي المدني مراسلات ومباحثات، ومنها رسالة كتبها المدني بعنوان أجوبة مسائل الشيخ أحمد بن سرحان في أجوبة أربعة مسائل كتبها له ابن سرحان وهي من الآثار العلميَّة للمدني،
وكذا وجَّه المدني بعض المسائل لابن سرحَّان فأجاب عنها برسالة سميت رسائل في مسائل الشيخ محمد علي بن حسن المدني البحراني، وهي من الآثار العلميَّة لابن سرحان.